# Lambunao

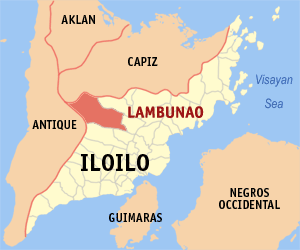
Bản đồ Iloilo với vị trí của Lambunao

Lambunao là một đô thị hạng 2 ở tỉnh Iloilo, Philippines. Theo điều tra dân số năm 2000 của Philipin, đô thị này có dân số 61.084 người trong 11.159 hộ.

## Các đơn vị hành chính
Lambunao được chia ra 73 barangay.
| - Agsirab - Agtuman - Alugmawa - Badiangan - Bagongbong - Balagiao - Banban - Bansag - Bayuco - Binaba-an Armada - Binaba-an Labayno - Binaba-an Limoso - Binaba-an Portigo - Binaba-an Tirador - Bonbon - Bontoc - Buri - Burirao - Buwang - Cabatangan - Cabugao - Cabunlawan - Caguisanan - Caloy-ahan - Caninguan | - Capangyan - Cayan Este - Cayan Oeste - Corot-on - Coto - Cubay - Cunarum - Daanbanwa - Gines - Hipgos - Jayubo - Jorog - Lanot Grande - Lanot Pequeño - Legayada - Lumanay(Daanbanwa I) - Madarag - Magbato - Maite Grande - Maite Pequeño - Malag-it - Manaulan - Maribong - Marong | - Misi - Natividad - Pajo - Pandan - Panuran - Pasig - Patag - Poblacion Ilawod - Poblacion Ilaya - Poong - Pughanan - Pungsod - Quiling - Sagcup - San Gregorio - Sibacungan - Sibaguan - Simsiman - Supoc - Tampucao - Tranghawan - Tubungan - Tuburan - Walang |